# Glover Trophy
Glover Trophy ili Richmond Trophy je bila automobilistička utrka koja se vozila na stazi Goodwood u Engleskoj. Od 1949. do 1965., utrka Glover Trophy je bila neprvenstvena utrka Formule 1, ali nikad nije bila dio kalendara Svjetskog prvenstva Formule 1. Stirling Moss je 1962. na ovoj utrci doživio veliki incident, nakon kojeg je bio mjesec dana u komi. Sljedećih šest mjeseci, lijeva strana Mossovog tijela je bila djelomično paralizirana. Moss se oporavio, ali je incident na ovoj utrci označio kraj njegove automobilističke karijere.

## Pobjednici
Richmond Trophy
| Godina | Kategorija | Vozač | Vozač                 | Konstruktor   | Staza    |
| ------ | ---------- | ----- | --------------------- | ------------- | -------- |
| 1949.  | Formula 1  | -     | Reg Parnell           | Maserati      | Goodwood |
| 1950.  | Formula 1  | 22    | Reg Parnell           | Maserati      | Goodwood |
| 1951.  | Formula 1  | 20    | Prince Bira           | Maserati-OSCA | Goodwood |
| 1952.  | Formula 2  | 50    | José Froilán González | Ferrari       | Goodwood |

Glover Trophy
| Godina | Kategorija    | Vozač | Vozač         | Konstruktor | Staza    |
| ------ | ------------- | ----- | ------------- | ----------- | -------- |
| 1953.  | Formula 2     | 2     | Ken Wharton   | BRM         | Goodwood |
| 1954.  | Formula Libre | 5     | Reg Parnell   | Ferrari     | Goodwood |
| 1955.  | Formula 1     | 10    | Roy Salvadori | Maserati    | Goodwood |
| 1956.  | Formula 1     | 1     | Stirling Moss | Maserati    | Goodwood |

## Vanjske poveznice
- Richmond Trophy - Chicane F1
- Glover Trophy - Chicane F1